# Doyle Parrack
Doyle Kenneth Parrack (Cotton County, 6 dicembre 1921 – Perkins, 5 settembre 2008) è stato un cestista e allenatore di pallacanestro statunitense, professionista nella BAA.

## Palmarès

### Giocatore
- Campione NCAA (1945)